# Хийумаа (волость)
Хи́йумаа (эст. Hiiumaa vald) — волость в уезде Хийумаа, Эстония.

## География
Расположена в западной части Эстонии, на одноимённом острове и окружающих его малых островах (Ауклайд, Ахелайд, Вохилайд, Виссулайд, Калаклайд, Кыверлайд, Кыргелайд, Кюлалайд, Ниналайд, Паасраху, Русераху, Хейнлайд и др.). Площадь волости — 1032,45 км2. Плотность населения в 2022 году составила 8,2 чел/км2.
Заповедные территории занимают 11 506 гектаров, природные парки —  5732 га (с площадью водоёмов 5977 га).

## История
Образована 25 октября 2017 года в ходе административной реформы местных самоуправлений Эстонии в результате слияния волостей Хийу, Эммасте, Кяйна и Пюхалепа. Единственная волость уезда Хийумаа.
Административный центр — город Кярдла.

## Символика
Герб: на голубом фоне изображён маяк Кыпу — гордость волости. Белые полосы от вершины башни до краёв флага — символ света и надежды. Белая гора на голубом фоне символизирует три самые высокие горы Хийумаа. Голубые волны на фоне белой горы символизируют воду. Нижняя волна отсылает к источникам в Кярдла, верхняя волна говорит о расположении волости у моря. Голубой цвет символизирует воду и свежесть, белый — чистоту и девственность природы.
Флаг: Волны на голубом фоне символизируют воду, с которой тесно связан Хийумааский край. Нижняя волна отсылает к источникам в Кярдла, верхняя волна говорит о расположении волости у моря.

## Населённые пункты
В состав волости входят город, 2 посёлка и 182 деревни:

Город: Кярдла.

Посёлки: Кяйна, Кыргессааре.

Деревни: Аадма, Ала, Аллика, Арукюла, Валгу, Валипе, Ванамыйза, Вахтрепа, Ваэмла, Вийлупи, Вийри, Вийта, Вийтасоо, Виливалла, Вилима, Вилламаа, Виллеми, Вярссу, Изабелла, Йыэкюла, Йыэранна, Йыэсуу, Каазику, Кабуна, Кадерна, Кайгутси, Калана, Калесте, Калги, Канапеэкси, Кассари, Каусте, Керема, Кидасте, Kидуспе, Кийвера, Китса, Клеэму, Когри, Кодесте, Койдма, Колга, Копа, Кукка, Кури, Куристе, Курису, Куузику, Кылунымме, Кыммуселья, Кыпу, Кюлакюла, Кюлама, Кярдла-Нымме, Лаартса, Лааси, Ласси, Лаука, Лахекюла, Лейгри, Лейсу, Лелу, Лепику, Лехтма, Леэриметса, Лигема, Лилби, Линнумяэ, Лоя, Лугусе, Луйдья, Лыбембе, Лыпе, Малвасте, Мангу, Мардихансу, Метсакюла, Метсалаука, Метсапере, Меэлсте, Мока, Муда, Мудасте, Мягипе, Мяннамаа, Мянспе, Мяэвли, Мяэкюла, Мяэлтсе, Напи, Насва, Нийдикюла, Нурсте, Нымба, Нымме, Ныммерга, Оганди, Оле, Орьяку, Отсте, Оякюла, Паладе, Палли, Паликюла, Паопе, Партси, Пилпакюла, Пихла, Поама, Прасси, Пряхну, Пряхламяэ, Пулисте, Пуски, Путкасте, Пюхалепа, Пюхалепа-Харью, Пярна, Пярнселья, Раннакюла, Рейги, Рейги-Нымме, Рейкама, Рехеселья, Рийдакюла, Ристи, Ристивялья, Роотси, Сакла, Салинымме, Сарве, Селья, Сепасте, Сигала, Синима, Соонлепа, Сууремыйза, Суурепси, Сууреранна, Сууресадама, Сыру, Сюллусте, Сяэре, Тагукюла, Таммела, Таммисту, Таресте, Татерма, Тахкуна, Темпа, Тилга, Тихару, Тохври, Тубала, Тяркма, Улья, Ундама, Уту, Хагасте, Халди, Халдрека, Харью, Хаусма, Хейги, Хейсте, Хейстесоо, Хелламаа, Хелтермаа, Хийессааре, Хиллесте, Хинду, Хирмусте, Хюти, Хярма, Ынгу, Эммасте, Эммасте-Курису, Эммасте-Селья, Эсикюла, Юленди, Юхтри, Яуза.

## Статистика
Данные Департамента статистики о волости Хийумаа:

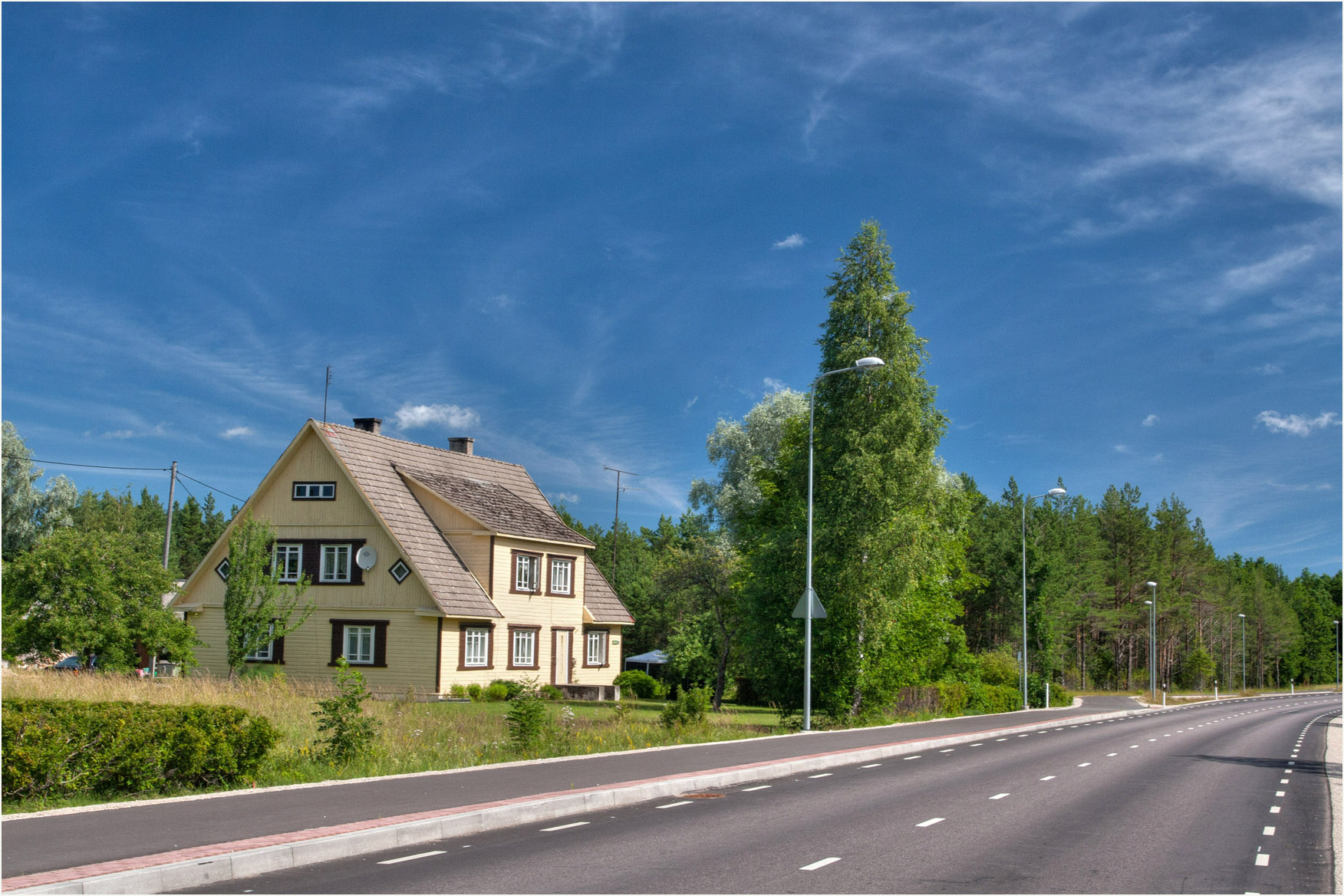
Посёлок Кыргессааре

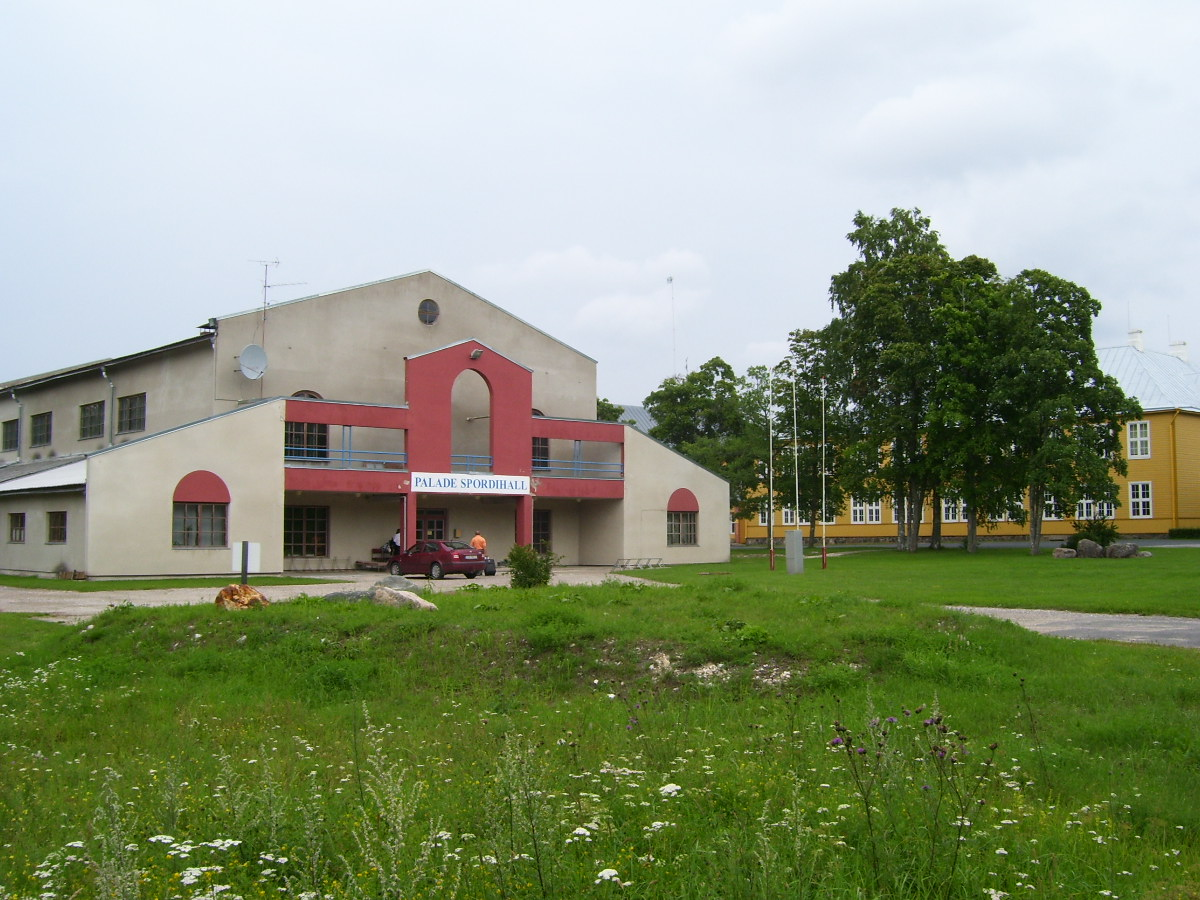
Школа и спортхолл в деревне Паладе

Число жителей на 1 января каждого года:
| Год  | 2016 | 2017   | 2018   | 2019   | 2020   | 2021   | 2022   |
| ---- | ---- | ------ | ------ | ------ | ------ | ------ | ------ |
| Чел. | 9348 | ↘ 9335 | ↗ 9387 | → 9387 | ↘ 9315 | ↗ 9381 | ↘ 8791 |

Число рождений (живорождённых):
| Год  | 2016 | 2017 | 2018 | 2019 | 2020 |
| ---- | ---- | ---- | ---- | ---- | ---- |
| Чел. | 67   | ↗ 69 | ↗ 80 | ↘ 79 | ↘ 63 |

Число умерших:
| Год  | 2016 | 2017  | 2018  | 2019  |
| ---- | ---- | ----- | ----- | ----- |
| Чел. | 104  | ↗ 110 | ↗ 123 | ↗ 124 |

Зарегистрированные безработные:
| Год  | 2016 | 2017  | 2018  | 2019  | 2021 (август) |
| ---- | ---- | ----- | ----- | ----- | ------------- |
| Чел. | 160  | ↗ 168 | ↗ 173 | ↘ 135 | ↗ 182         |

Средняя брутто-зарплата работника:
| Год  | 2016 | 2017   | 2018   | 2019   | 2020   |
| ---- | ---- | ------ | ------ | ------ | ------ |
| Евро | 1075 | ↗ 1147 | ↗ 1225 | ↗ 1302 | ↗ 1355 |

В 2019 году волость Хийумаа занимала 20 место по величине средней брутто-зарплаты среди 79 муниципалитетов Эстонии.
Число учеников в школах:
| Год  | 2016 | 2017  | 2018  | 2019  |
| ---- | ---- | ----- | ----- | ----- |
| Чел. | 815  | ↗ 821 | ↗ 827 | ↗ 832 |

## Экономика
В 2018 году основными видами деятельности 23,5 % от общего числа зарегистрированных в волости предприятий были сельское и лесное хозяйство и рыболовство.
Во втором квартале 2018 года доля торгового оборота предприятий Хийумаа составила 0,25 % от общего оборота всех предприятий Эстонии, удельный вес числа работников (исключая публичный сектор) — 0,43 %.
Крупнейшие работодатели волости по состоянию на 30 июня 2020 года:

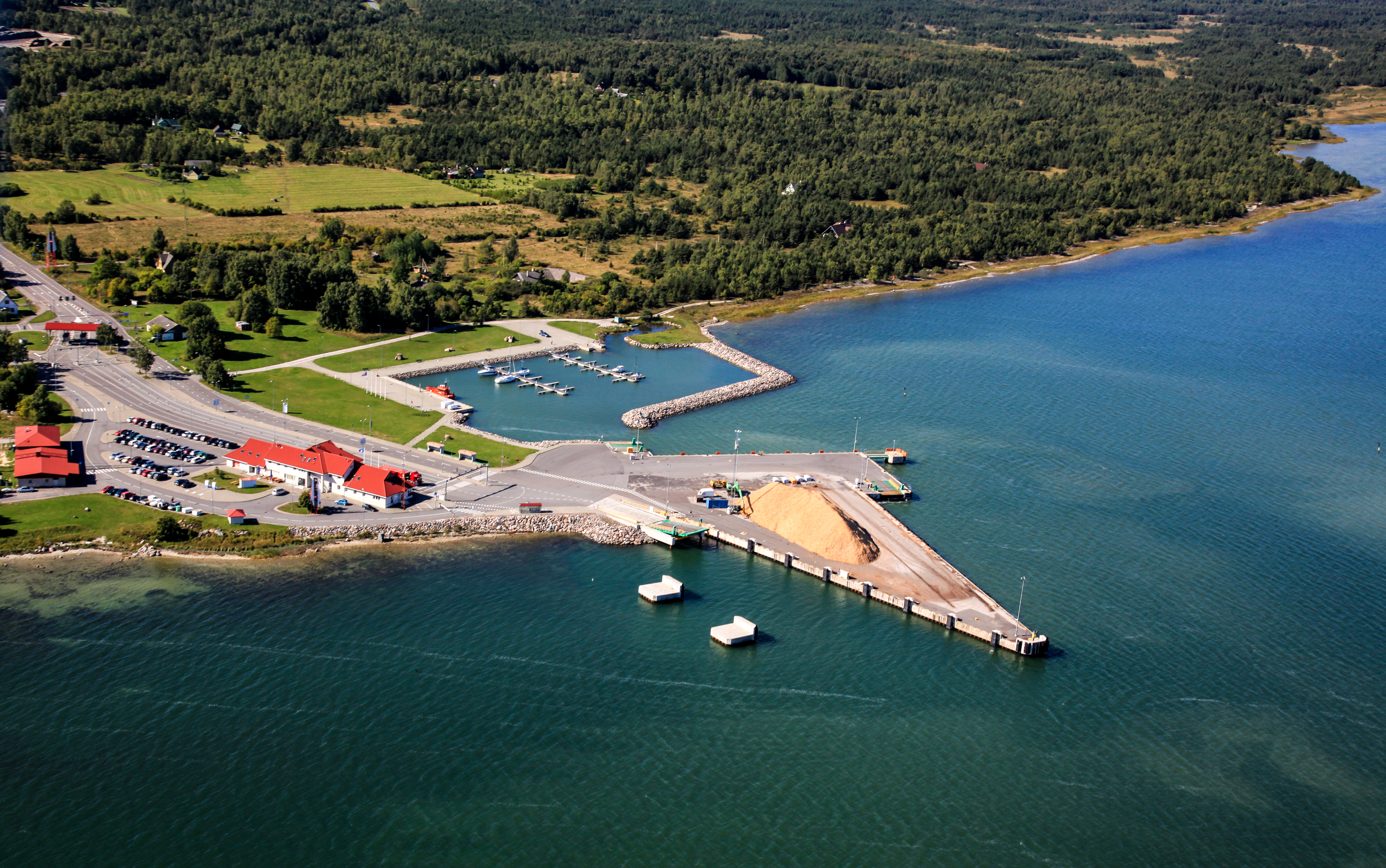
Порт Хелтермаа

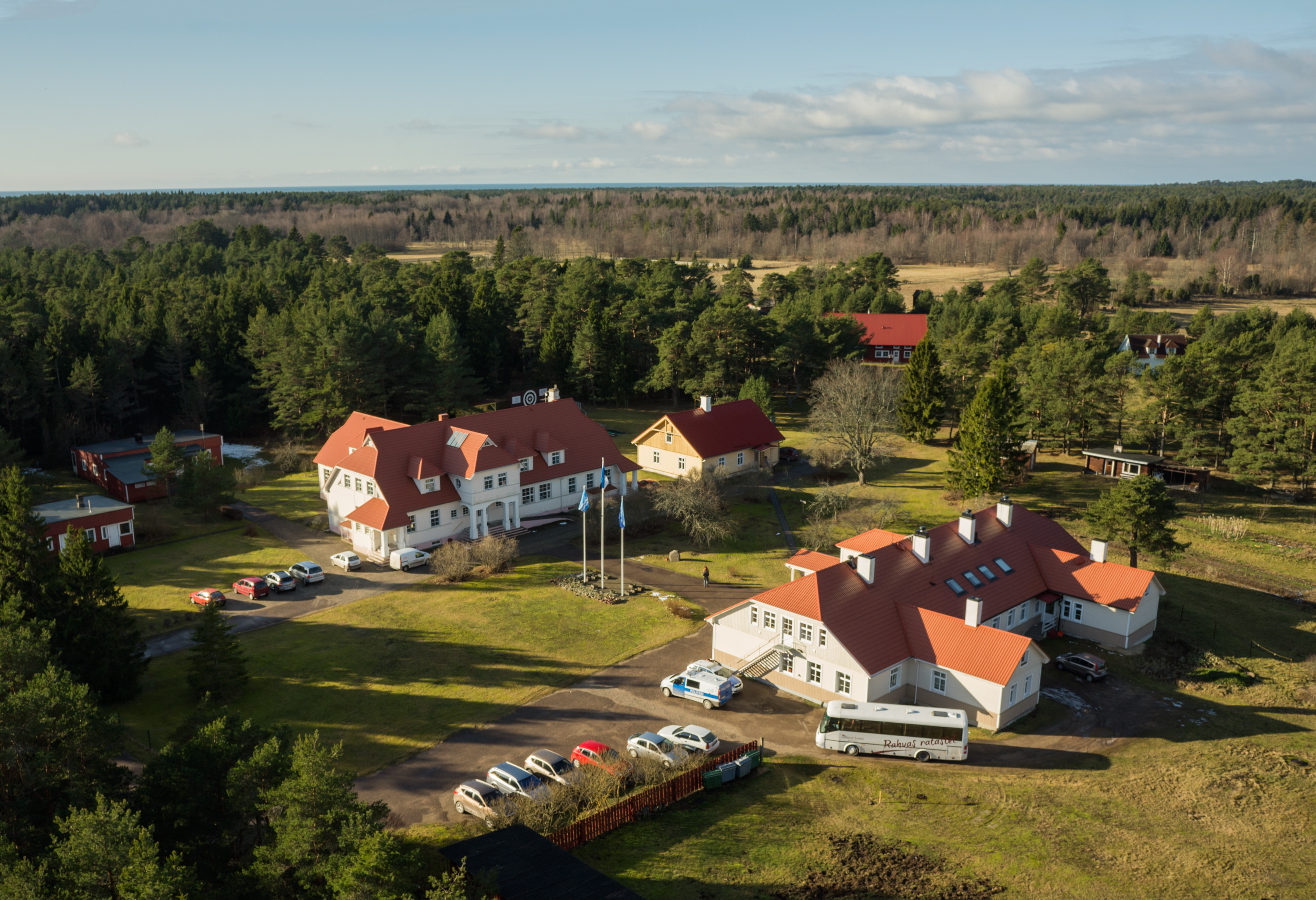
Школа-интернат в деревне Кыпу

| Предприятие/организация   | Вид деятельности | Численность работников |
| ------------------------- | --- | ---------------------- |
| M ja P Nurst AS           | Производство электрического оборудования                                                                                       | 182                    |
| Korrashoid OÜ             | Общая уборка зданий | 103                    |
| Dagöplast AS              | Производство пластмассовых плит, листов, профилей, труб, шлангов и прочих изделий                                              | 94                     |
| Hiiumaa Tarbijate Ühistu  | Розничная торговля в неспециализированных магазинах преимущественно продуктами питания, включая напитки, и табачными изделиями | 96                     |
| Hiiumaa Haigla SA         | Специализированная врачебная практика                                                                                          | 87                     |
| Волостная управа Хийумаа  | Орган государственного управления                                                                                              | 80                     |
| Kärdla Põhikool           | Основная школа | 76                     |
| Lade OÜ                   | Производство готовых текстильных изделий                                                                                       | 64                     |
| Hiiumaa Köök ja Pagarv OÜ | Производство хлебобулочных изделий; производство готовых пищевых продуктов                                                     | 55                     |
| DALE LD. AS               | Производство пластмассовых изделий                                                                                             | 53                     |
| Liisbet Tukat OÜ          | Производство электроосветительного оборудования                                                                                | 53                     |
| Hiiu Kalur AS             | Морское рыболовство | 47                     |

## Достопримечательности
Памятники культуры:
- церковь Пюхалепа, старейшая каменная церковь на Хийумаа. Строительство было начато немецким орденом в 1225 году, закончено в XIV веке. В саду церкви находится часовня дворянского семейства Стенбоков[11];
- церковь Рождества Богородицы в посёлке Куристе. Построена в 1873 году в ходе движения смены вероисповедания. Камни для строительства были привезены из Риги. Единственная полностью сохранившаяся на Хийумаа  православная церковь, где проводятся богослужения[12];
- церковь Иисуса в Рейги. Построена по инициативе барона О. Р. Л. фон Унгерн-Штернберга в память о его сыне Густаве, покончившем жизнь самоубийством. Церковь имеет ценную художественную коллекцию[13];
- часовня Кассари. Единственная действующая в Эстонии церковь с камышовой крышей. Построена в XVIII веке[14];
- главное здание мызы Гросенгоф (замок Сууремыйза). Особняк в стиле барокко построен в 1755–1760 годах по указу графини Эббы-Маргареты фон Стенбок (урождённая Делагарди). В окрестностях замка находятся парк в английском стиле, подсобные здания, входящие в мызный комплекс, и цветник Хийумааской профессиональной школы[15];
- маяк Кыпу (Дагерорт). Старейший и самый высокий маяк (102,6 метра) над уровнем моря в странах Балтии и на Балтийском море. Высота маяка над поверхностью земли составляет 36 метров[16];
- маяк Тахкуна. Чугунный маяк расположен в северной части Хийумаа, начало строительства относится к 1873 году. Самый высокий маяк в Эстонии над уровнем моря — 42,7 метра[17];
- хуторской музей Михкли в деревне Мальвасте. Образец деревенской архитектуры XIX века северной части острова. В экспозиции также представлены предметы хуторского хозяйства[18];
- экспозиционный дом Хийумааского музея в Кассари. В бывшем доме управляющего мызой Кассар (Кассари) работает постоянная выставка «Жизнь на острове. Огонь, вода, воздух, земля». Представлена большая коллекция артефактов, а также современные предметы быта, изготовленные на месте[19];
- дом-музей Рудольфа Тобиаса. Построен в первой половине XIX века. Является одним из самых старых и редких жилых домов подобного типа в Эстонии[20].

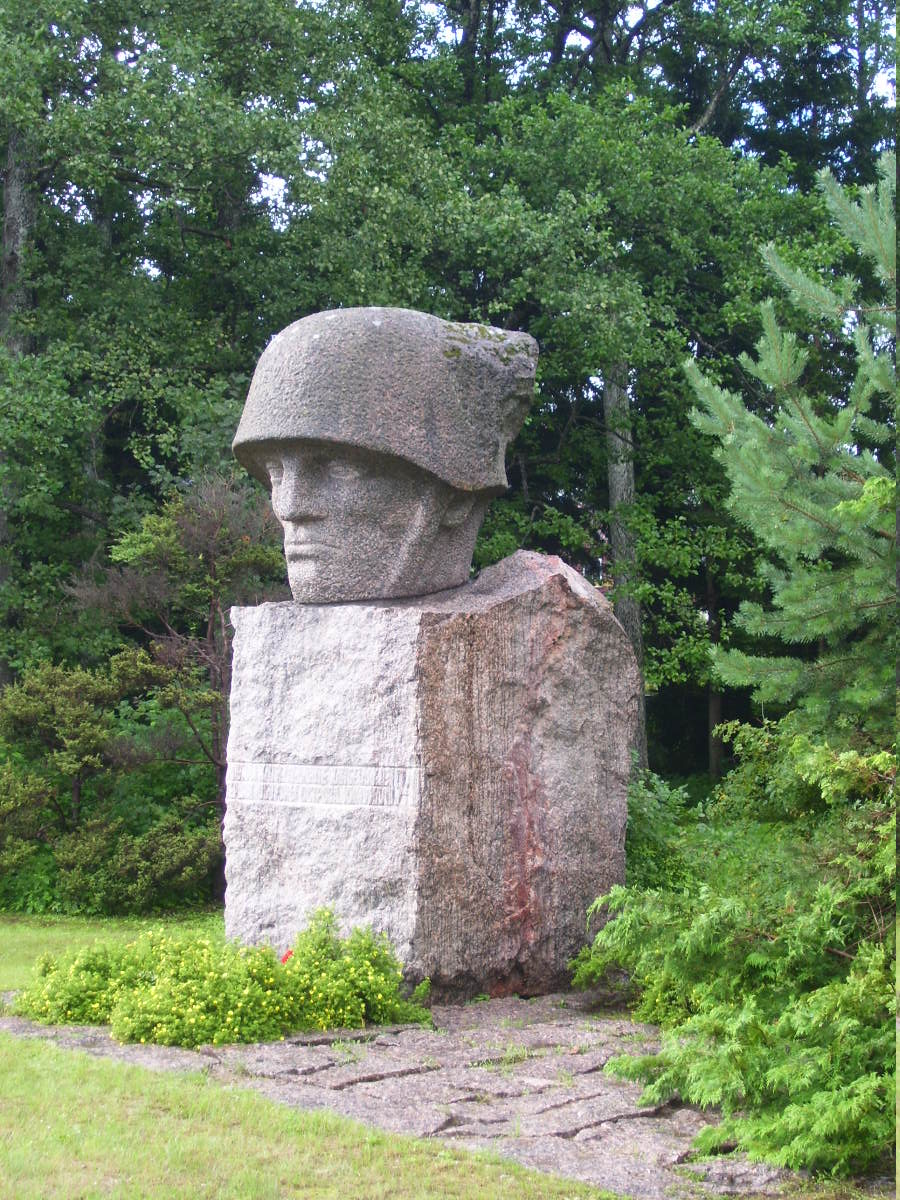
Монумент «Кивиюри».
Демонтирован в 2022 году

### Киви-Юри
До 2022 года на территории волости стоял советский памятник, получивший в народе название «Киви-Юри» (Кивиюри, с эст. буквально — «Камень-Юри», «Каменный Юри», материал — гранит, авторы скульптуры (памятник искусства) — Эндель Танилоо и Юло Сирп). Он был установлен в 1966 году на перекрёстке дорог Кяйна, Хелтермаа и Кыргессааре в 25-ю годовщину сражений на острове в начале Второй мировой войны и являлся памятником истории с 1997 года до 2022 года. На постаменте памятника была надпись Героям обороны Хиуймаа на эстонском и русском языках и дата 1941. Голова монумента весила 5 тонн, постамент — 35 тонн.
В протоколе от 30 ноября 2022 года рабочая группа по советским памятникам при Госканцелярии Эстонии (РГСП) признала памятник «красным монументом», подлежащим демонтажу. При этом памятник был демонтирован уже до публикации протокола РГСП и перевезён в Хийумааский военный музей (см. Список советских военных памятников Эстонии).
О названии «Киви-Юри»
Земля, на которой стоял памятник «Киви-Юри», принадлежала одному из самых богатых людей Кярдла, Юри Посту (Jüri Post), у которого также была кожевенная мастерская за домом. Сын Юри Поста, Арнольд Пост, был первым мэром Кярдла в 1938–1940 и 1941–1944 годах. В период немецкой оккупации мастерская сгорела, и злые языки поговаривали, что её поджёг сам Юри Пост. В 1944 году, по окончании немецкой оккупации, Арнольд Пост вместе с семьёй эмигрировал в Швецию, но его пожилые родители остались на Хийумаа. В мартовскую депортацию Юри Пост и его жена были вывезены в Сибирь вместе с другими «врагами народа». Юри Пост вскоре умер, но его жена выжила и вернулась на родину. В их доме работали военный комиссариат, отделение Сбербанка, Кярдлаский горисполком и другие учреждения. Советскому памятнику было дано название Киви-Юри в память о Юри Посте.

## Галерея

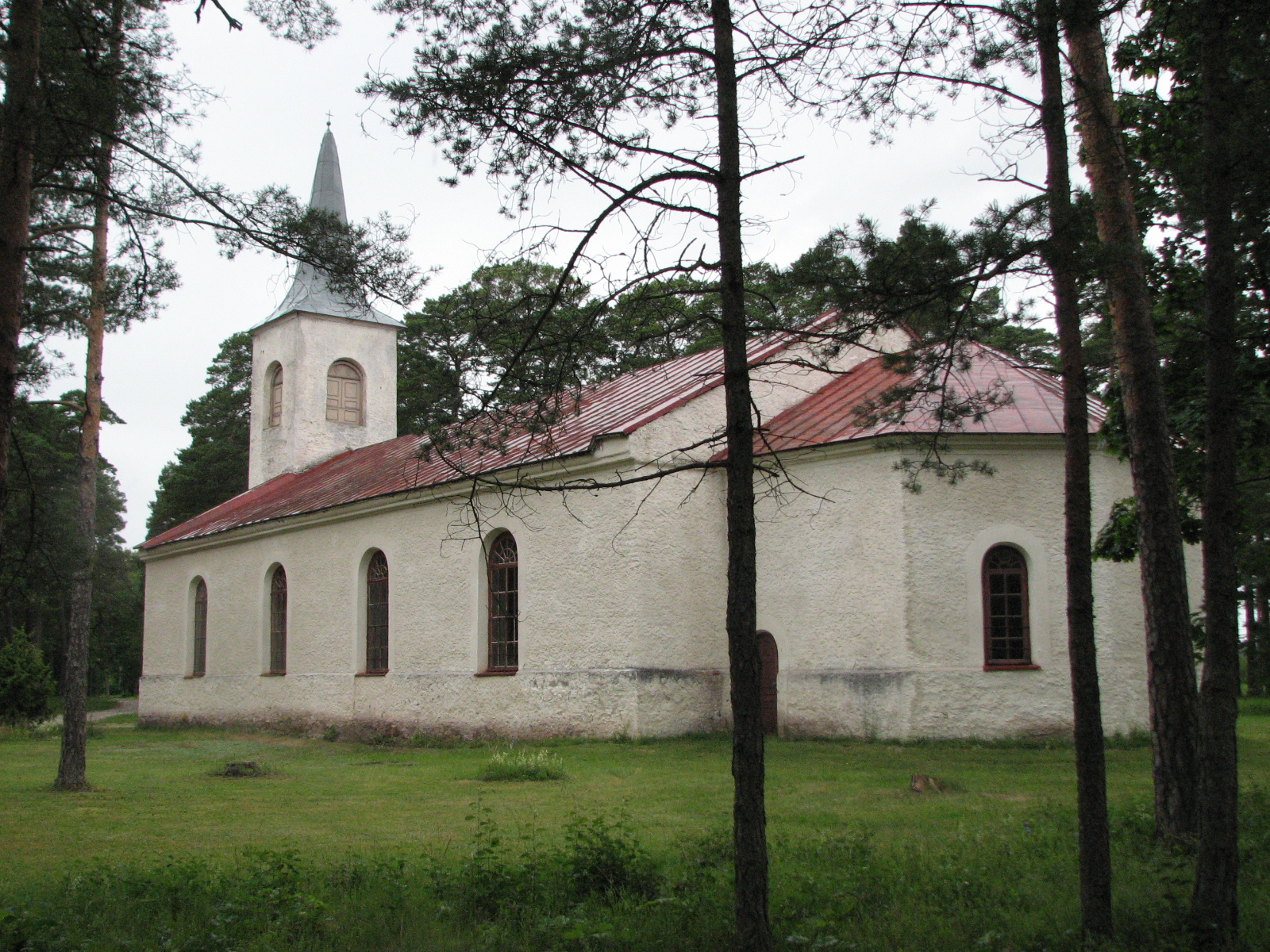
Церковь Эммасте
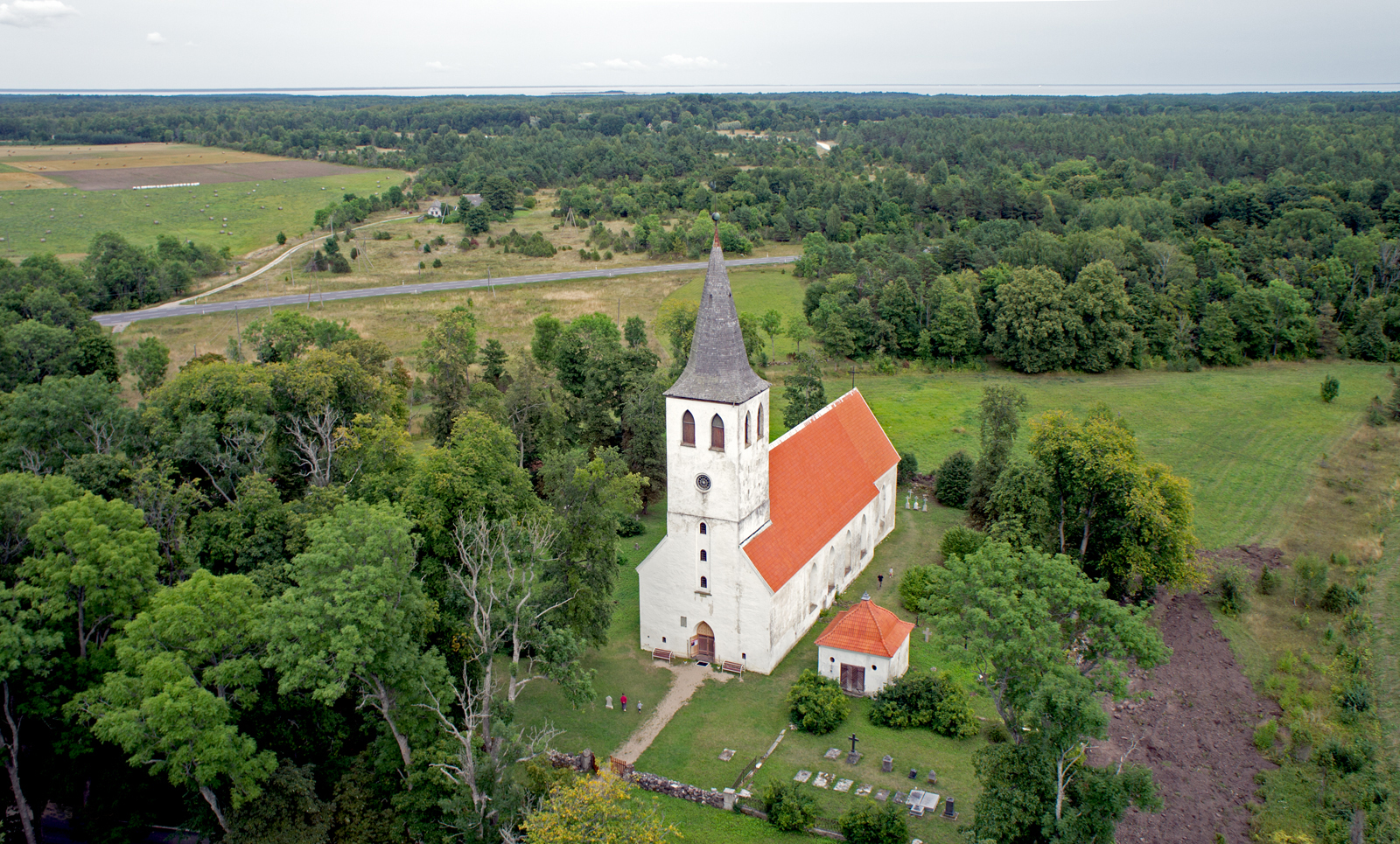
Церковь Пюхалепа
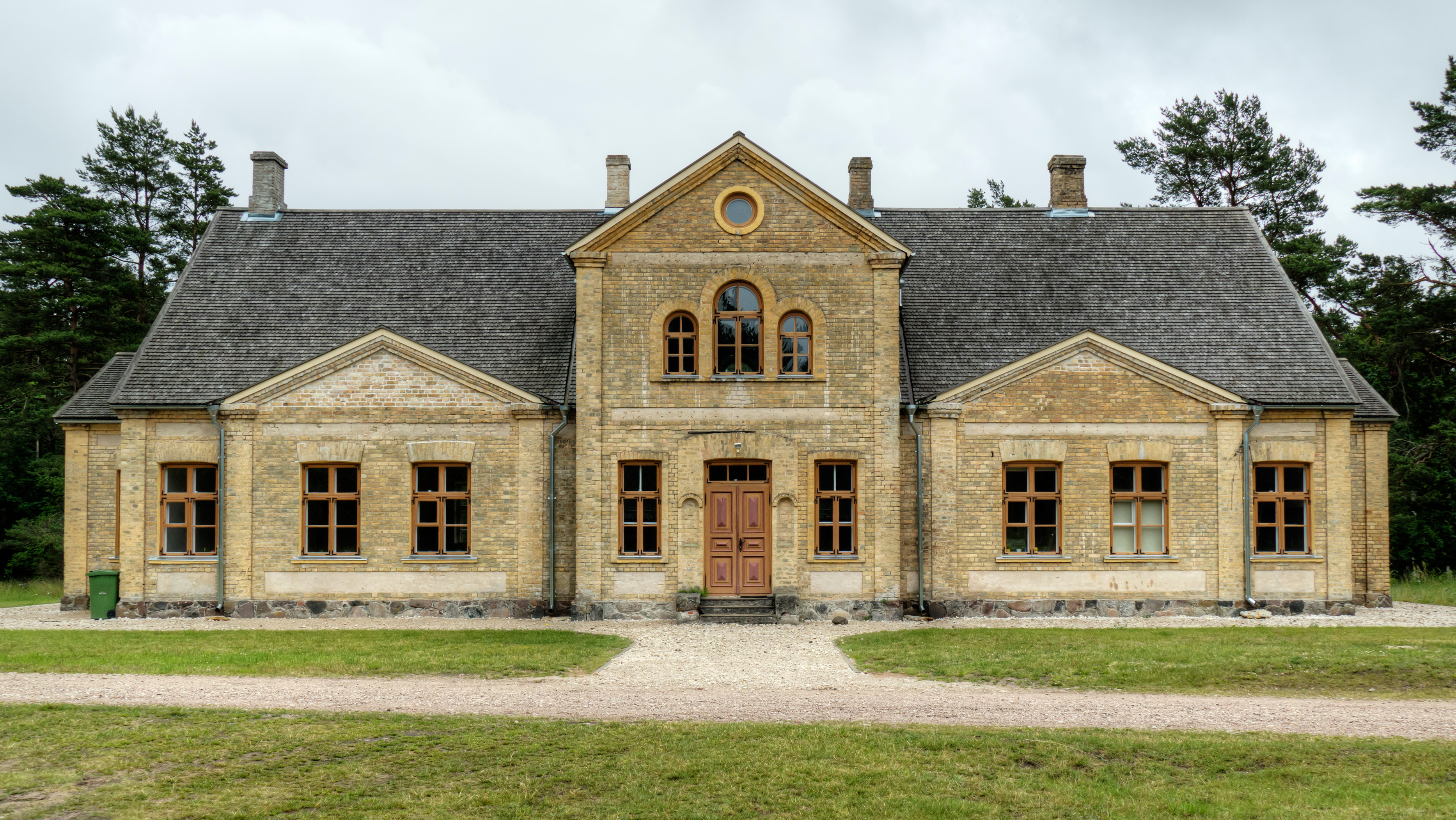
Православная церковь-школа Кыпу
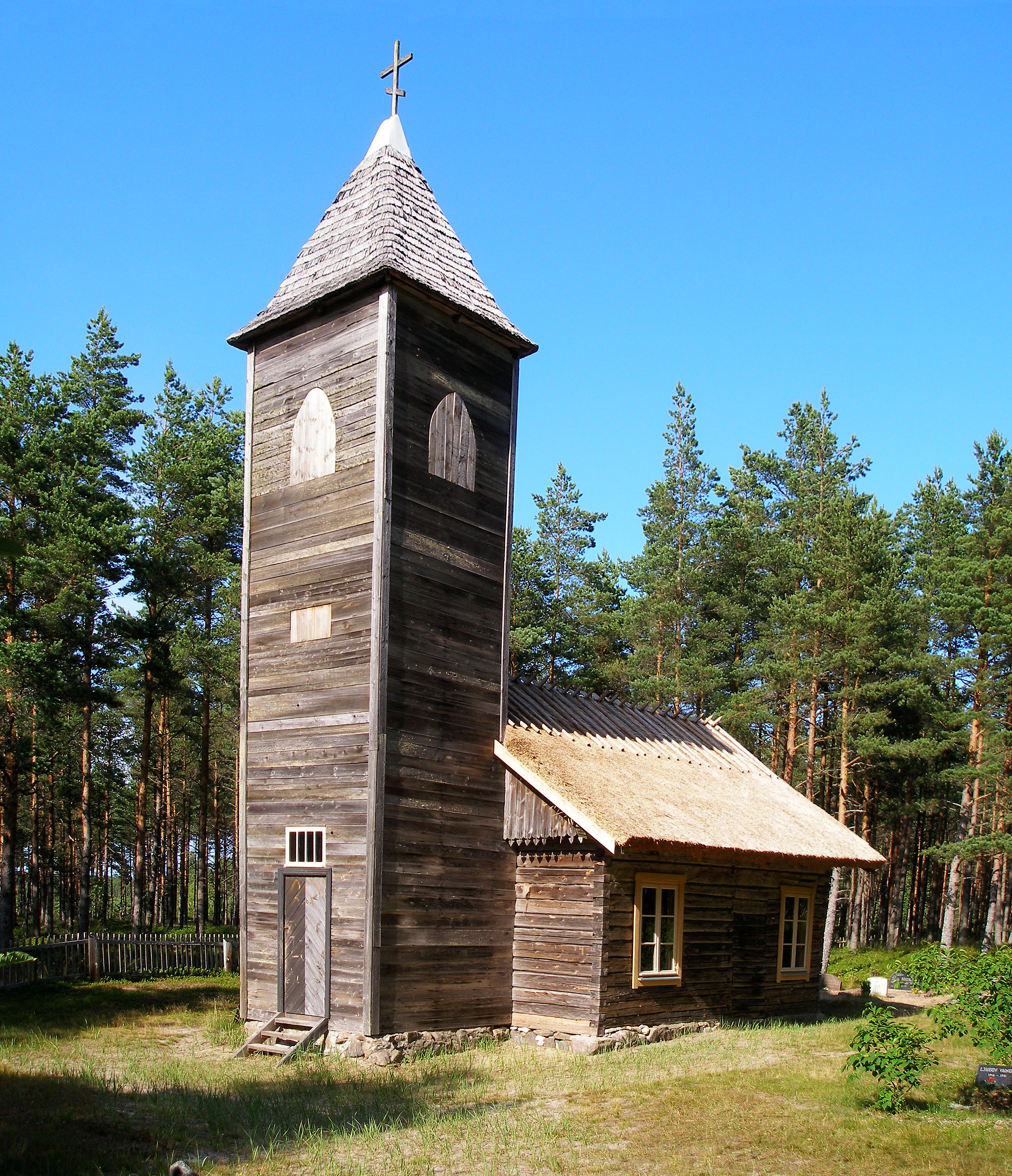
Часовня Малвасте
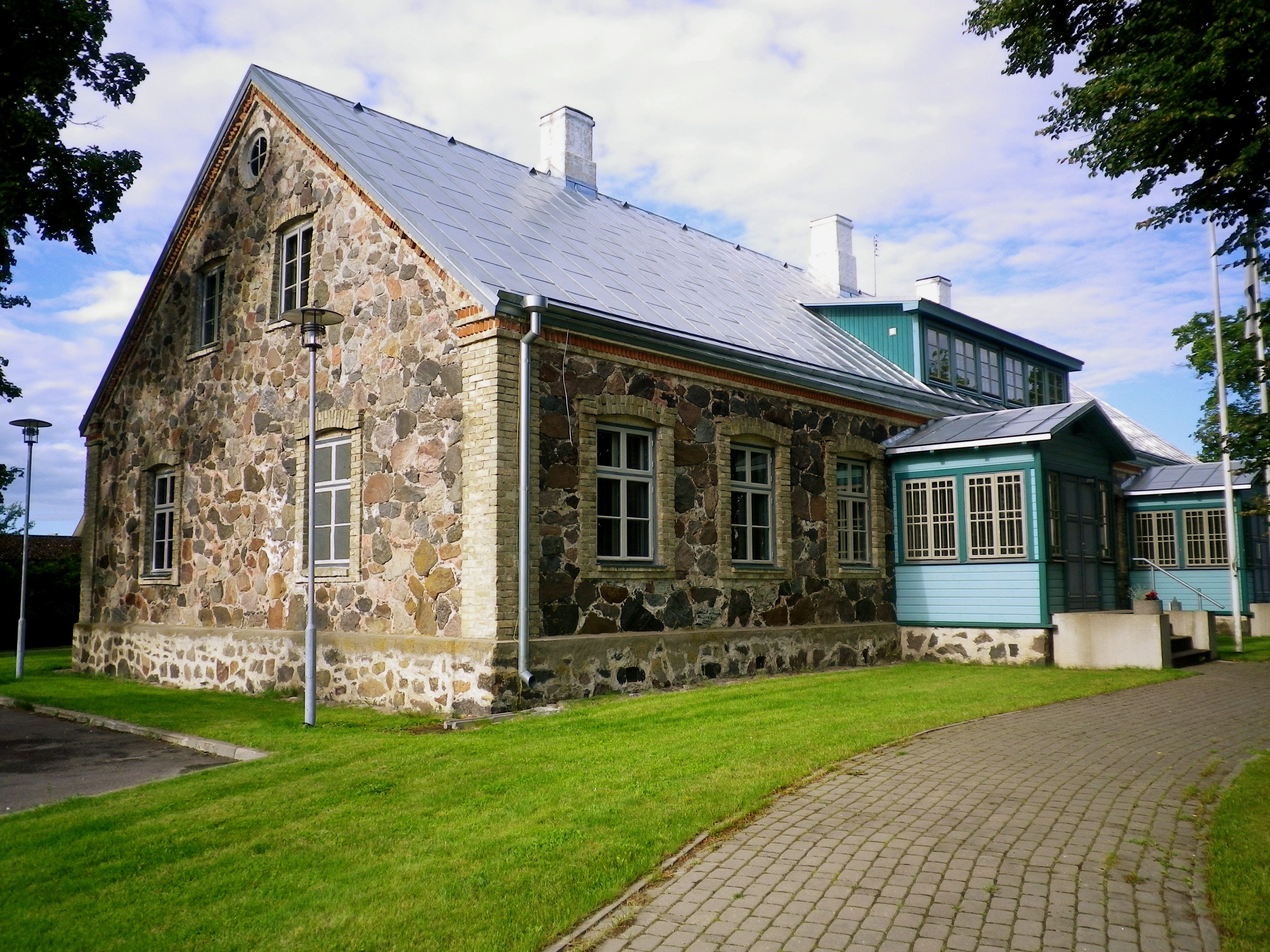
Волостной дом посёлка Кяйна
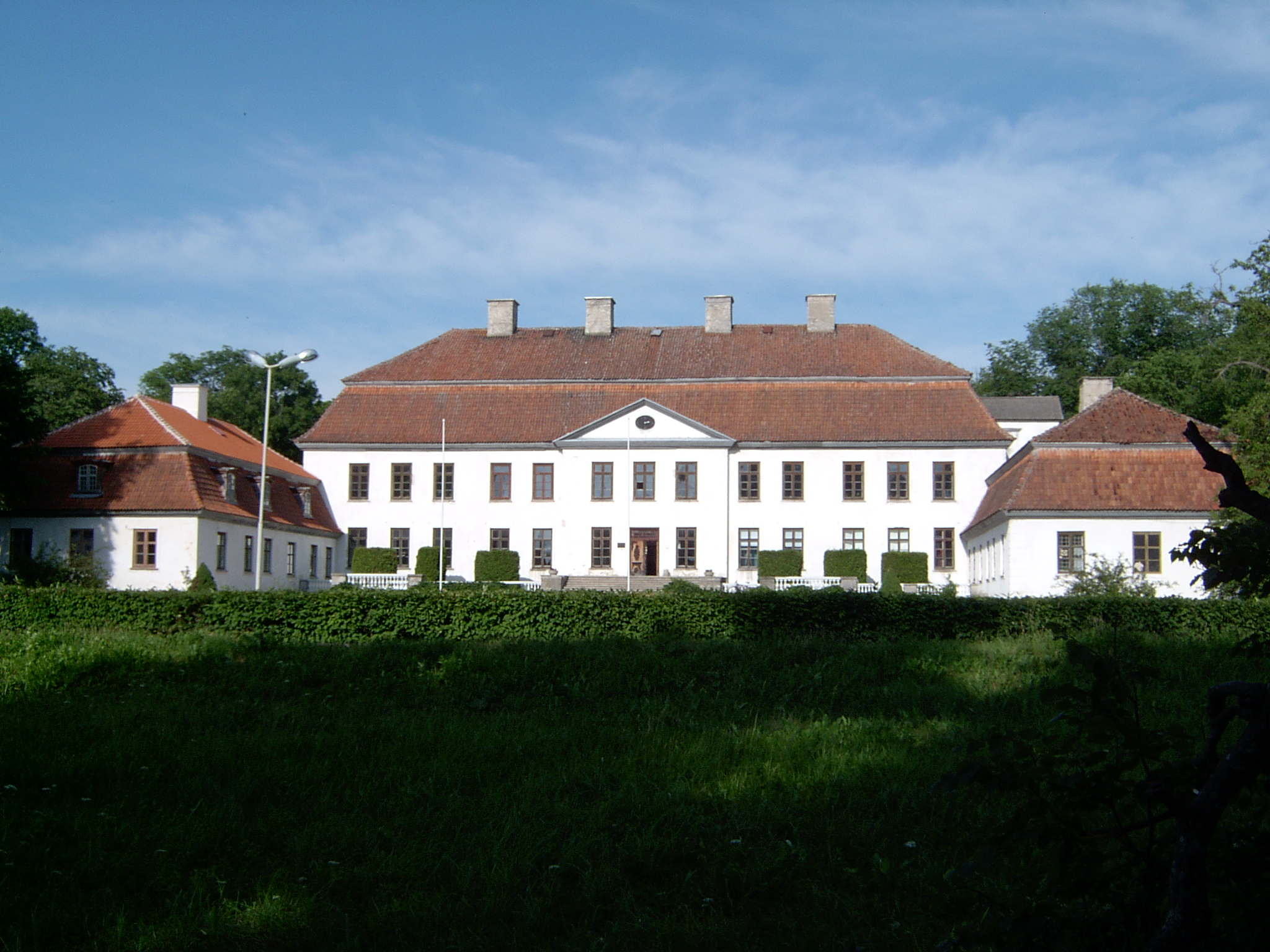
Гросенгоф (главное здание мызы Сууремыйза)
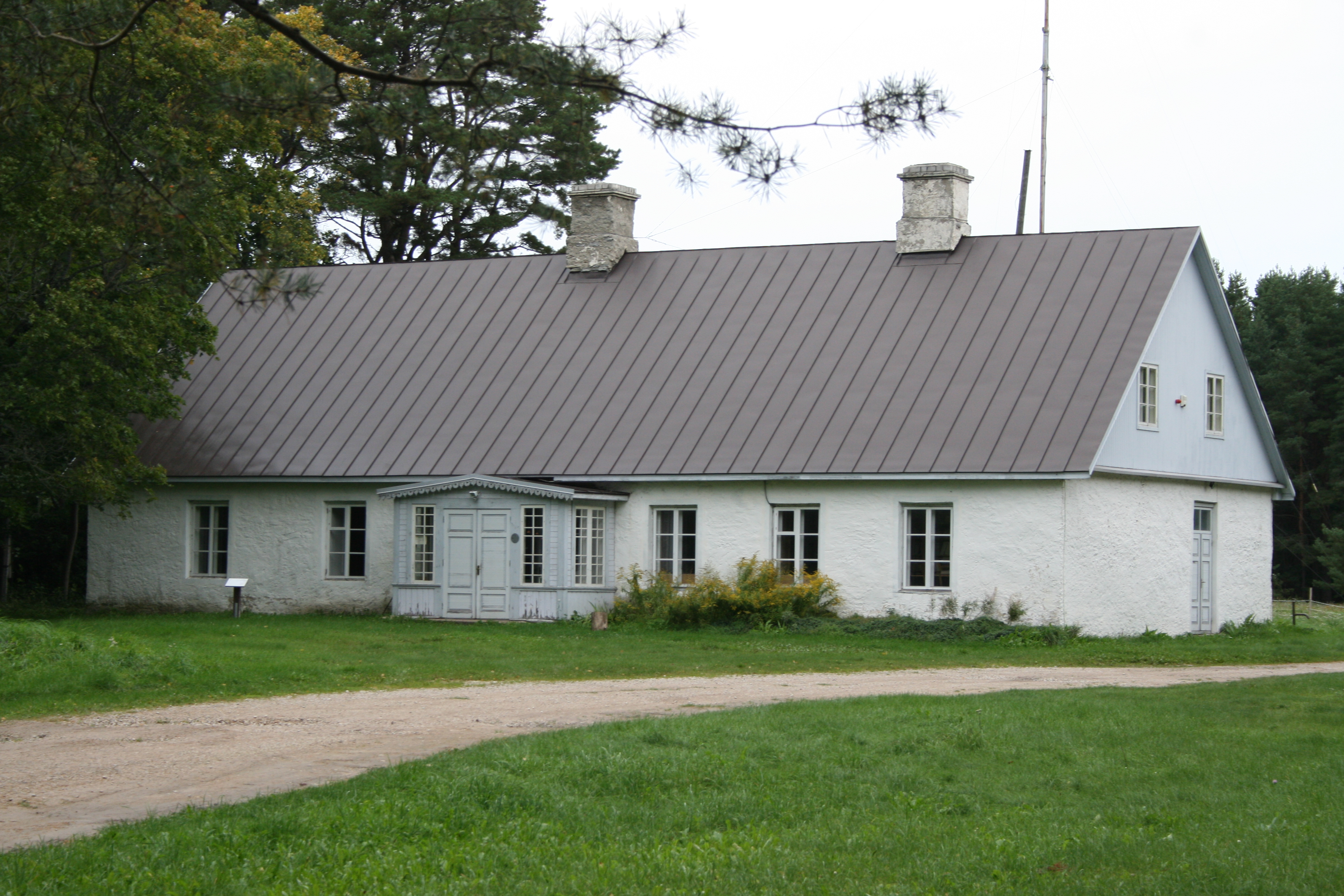
Школа-народный дом Кассари
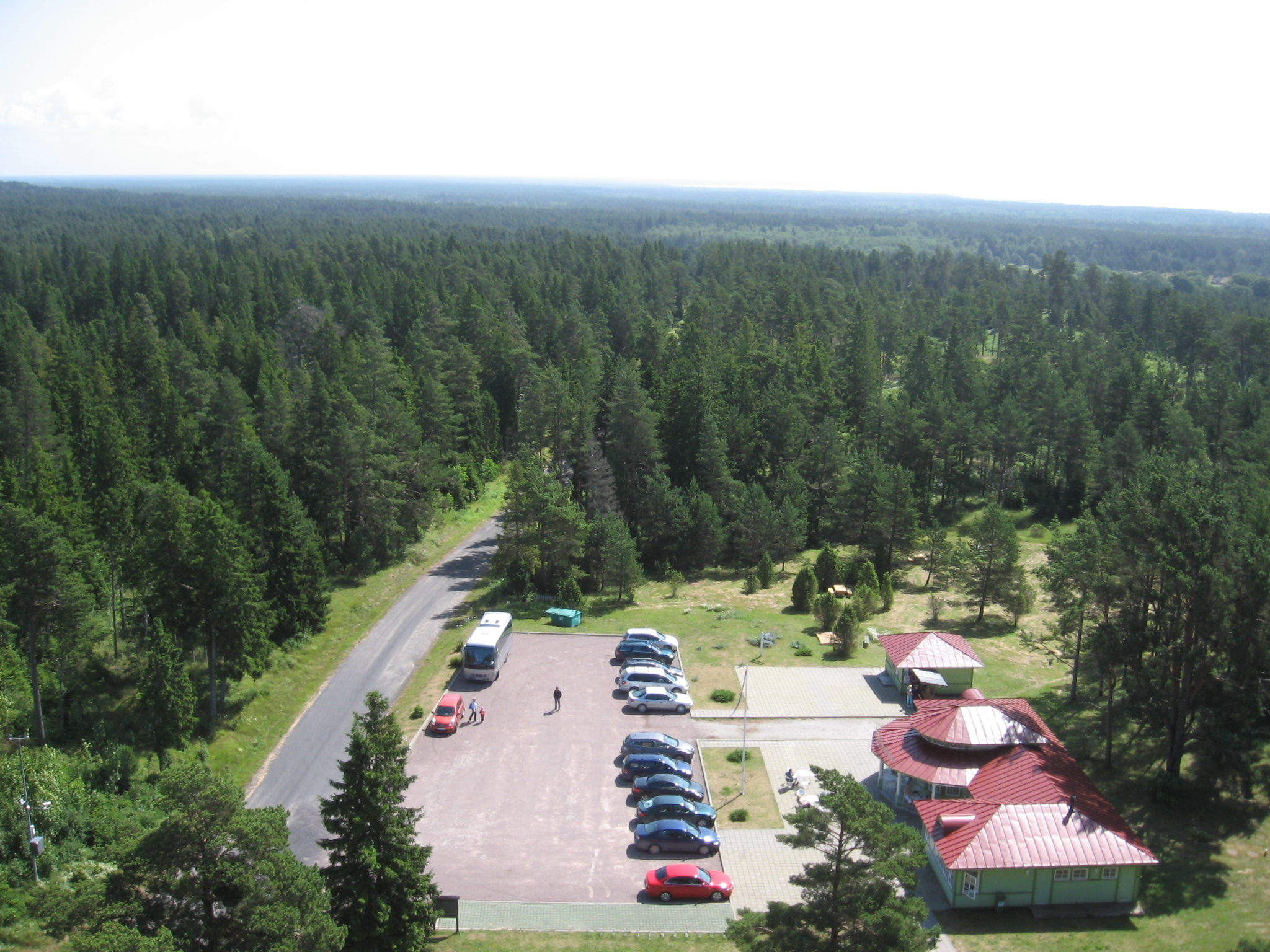
Вид с маяка Кыпу
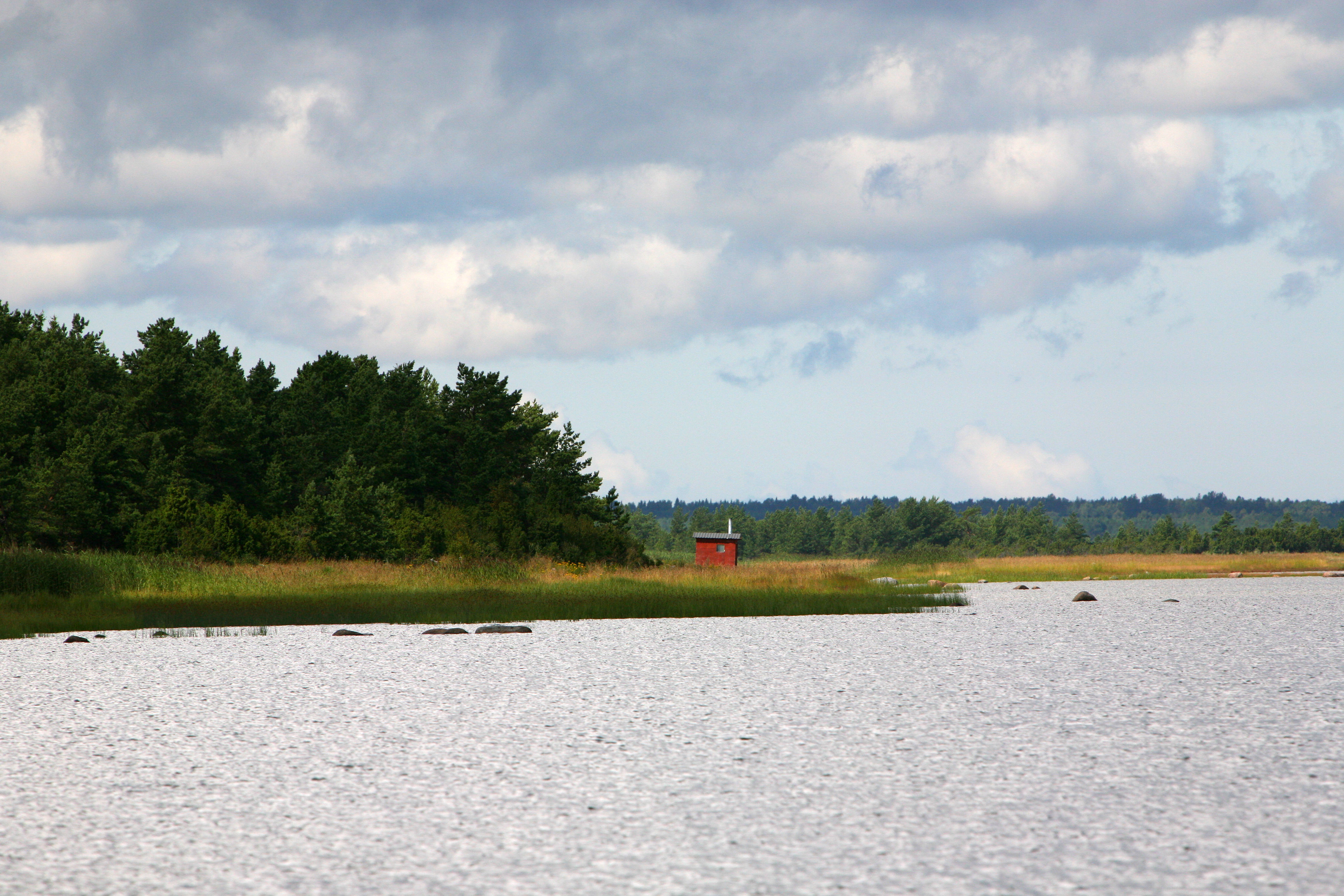
Баня на острове Вохилай